# Thẻ tre Thanh Hoa
Thẻ tre Thanh Hoa (giản thể: 清华简; phồn thể: 清華簡; Hán-Việt: Thanh Hoa giản; bính âm: Qīnghuá jiăn) là một tập hợp các ghi chép cổ của Trung Hoa có niên đại  từ thời Chiến Quốc và được viết bằng mực lên các thẻ tre, được Đại học Thanh Hoa mua lại vào năm 2008. Những cổ vật này có thể đã bị khai quật bất hợp pháp, từ một ngôi mộ ở khu vực tỉnh Hồ Bắc hoặc Hồ Nam, và sau đó được một cựu sinh viên mua lại và trao tặng cho trường đại học. Số lượng lớn của những tấm thẻ và tầm quan trọng của các văn bản được khác trên đó khiến nó trở thành một trong những khám phá quan trọng nhất về các văn bản đầu tiên của nền văn minh Trung Hoa cổ đại cho đến nay.
Ngày 7 tháng 1 năm 2014, tạp chí Nature đã thông báo rằng một phần của những thẻ tre khai quật được có chứa đựng nội dung của bảng cửu chương thập phân, là một trong những ghi chép về bảng tính nhân thập phân đầu tiên trên thế giới.

## Khám phá, bảo tồn và các công bố
Các thẻ tre Thanh Hoa (TBS) đã được trao tặng cho Đại học Thanh Hoa vào tháng 7 năm 2008 bởi một cựu sinh viên của trường đại học. Vị trí chính xác và thời điểm của các cuộc khai quật bất hợp pháp này vẫn chưa được làm rõ. Một bài viết trên Nhật báo Quảng Minh đã tuyên bố rằng các thẻ tre đã được mua lại từ "một cuộc đấu giá ở nước ngoài", nhưng không nêu được cụ thể  tên người đã bán đấu giá những di vật này, địa điểm hoặc số tiền liên quan đến giao dịch. Li Xueqin, giám đốc của dự án bảo tồn và nghiên cứu, đã tuyên bố rằng mong muốn được bảo mật danh tính của vị cựu sinh viên đã đóng góp cho trường đại học những cổ vật này sẽ được tôn trọng và thực hiện.
Tương tự với những khám phá trước đây, chẳng hạn như các thẻ tre từ lăng mộ ở Quách Điếm, chỉ ra rằng các thẻ tre Thanh Hoa được khai quật từ các ngôi mộ có niên đại từ giai đoạn nửa sau của thời kỳ Xuân Thu Chiến Quốc (480–221 TCN) ở khu vực lãnh thổ Trung Hoa lúc ấy bị nhà nước Sở thống trị về mặt văn hóa. Một sự giám định bằng phương pháp cacbon-14 cho biết niên đại của bộ thẻ rơi vào khoảng năm 305±30 TCN. Phong cách trang trí trên hộp đi kèm cũng đồng thời phù hợp và bổ sung thêm căn cứ cho kết luận nêu trên. Vào thời điểm bộ thẻ tre này được đưa đến bảo quản tại trường đại học, chất lượng của chúng đã bị ảnh hưởng nặng nề bởi nấm mốc. Công việc bảo tồn và nghiên cứu bộ thẻ này được thực hiện và bảo quản bởi Trung tâm Nghiên cứu và Bảo quản Văn bản Khai quật được thành lập tại Thanh Hoa vào ngày 25 tháng 4 năm 2009. Có tổng cộng khoảng 2388 tấm thẻ tre trong bộ thẻ, bao gồm cả một số mảnh bị vỡ.
Một loạt các bài thảo luận và cung cấp kiến thức về các thẻ tre Thanh Hoa, dành cho đại đa số công chúng thiếu kiến thức chuyên ngành đã được phát hành trên tờ nhật báo Quảng Minh vào cuối năm 2008 và 2009. Một phần của bộ thẻ được ghi hình, phiên dịch và bình luận đã được nhóm Thanh Hoa xuất bản cho công chúng vào năm 2010 
Một bài báo năm 2013 trên tờ báo The New York Times đã thuật lại và báo cáo về tầm quan trọng của những bộ thẻ khai quật được cho việc đóng góp vào quá trình tìm hiểu kinh điển Trung Quốc. Sarah Allan, một nhà tội phạm học tại Đại học Dartmouth, đã nhấn mạnh tầm quan trọng của giai đoạn khoảng năm 305 trước Công nguyên khi các bộ thẻ tre bị chôn lấp, tương đương với khoảng 100 năm trước khi Tần Thủy Hoàng thực hiện một cuộc "thiêu hủy văn học" với việc đốt sách (213-210 trước Công nguyên)và chôn sống các nhà nho học. Giáo sư Allan nói rằng, khi kiểm duyệt văn bản, "những bản thảo này đề cập trực tiếp đến nhiều vấn đề cốt lõi của truyền thống trí tuệ Trung Hoa và được ghi nhận ở thời kỳ đỉnh cao khi mới ở giai đoạn hình thành". Li Xueqin nhận xét: "Điều này sẽ giống như việc chúng ta tìm được Kinh thánh gốc hoặc kinh điển "nguyên bản". Nó cho phép chúng ta xem xét các tác phẩm kinh điển trước khi chúng được chuyển thành 'những thứ cổ điển' ở thời hiện đại. Các câu hỏi bây giờ bao gồm, chúng là gì lúc ban đầu và chúng đã biến đổi ra sao?"

## Nội dung
Một vài nội dung của các ghi chép có nội dung tương tự như Kinh Thư, một tài liệu bị biến tấu qua nhiều giai đoạn khác nhau trong thiên niên kỷ thứ nhất trước Công nguyên được lưu truyền đi như một bộ kinh điển từ thời nhà Hán trở đi. Một vài ghi chép trong bộ thẻ tre Thanh Hoa có thể được tìm thấy trong Kinh Thư về mặt nội dung, chỉ có một ít các biến thể về mặt từ ngữ, tiêu đề hoặc chính tả. Tuy nhiên, phần lớn nội dung của bộ thẻ này khác biệt hoàn toàn và không được tìm thấy trong Kinh Thư, hoặc những tài liệu này đã bị "mất" trong quá trình truyền tải nên không bao giờ được đưa vào bộ kinh điển.
Phần lịch sử được khắc trong bộ thẻ có lẽ đã ghi lại các sự kiện từ đầu thời Tây Chu (giữa thế kỷ 11 trước Công nguyên) đến đầu thời Chiến Quốc (giữa thế kỷ thứ 5) được cho là tương tự về cả hình thức và nội dung với bộ Trúc thư kỷ niên.
Một văn bản khác bao gồm 14 thẻ đã kể lại một cuộc tụ họp ăn mừng của giới thượng lưu Chu vào năm thứ 8 dưới triều đại của Chu Vũ Vương, trước khi họ lật đổ nhà Thương. Cuộc tụ họp diễn ra trong một ngôi đền thờ tổ tiên của Cơ Xương, bao gồm các hoạt động uống rượu và đọc các bài thơ theo phong cách của Kinh Thi.

### Lời khuyên bảo huấn
Trong số các ghi chép theo phong cách của Kinh thư, có một văn bản có tiêu đề "Bảo huấn" (保訓). Đây là văn bản đầu tiên được ghi chép với phiên âm hoàn chỉnh và mô tả cặn kẽ khi được các nhà nghiên cứu khai quật. Văn bản có ý nghĩa là một bản ghi chép đầy đủ về một lời khuyên răn trong giây phút hấp hối của Chu Văn vương với con trai và người thừa kế của ông, Chu Vũ vương. Mặc dù nhóm đảm nhiệm nghiên cứu văn bản này gọi nó là "Lời khuyên bảo vệ" (hay "Lời khuyên của người bảo vệ", 保训), văn bản  phiên âm lại gọi nó là "Lời khuyên quý giá" và có lẽ đây mới là tiêu đề phù hợp với ghi chép. Nội dung lời răn dạy của nhà vua xoay quanh một khái niệm về Trung (中, ở giữa, như Trung Dung) dường như đề cập đến việc tránh các thái độ, quan điểm cực đoan và đề cao khả năng xem xét khách quan và tầm nhìn xa trông rộng của một minh quân. Nhà vua kể lại một câu chuyện vua Thuấn đã có được "Trung" bằng cách sống một cuộc sống chu đáo khiêm tốn, và một câu chuyện khó hiểu hơn thứ hai trong đó mô tả tổ tiên của nhà Thương là Vi (微) đã "mượn Trung từ dòng sông".

### Hệ niên
"Hệ niên" 繫年 (系年), có lẽ có niên đại vào khoảng năm 370 TCN, đề cập đến các sự kiện quan trọng của lịch sử Chu. Nó được ghi lại trên 138 thẻ tre được đặt trong một điều kiện bảo quản tương đối tốt. Trong số những nội dung là kể về nguồn gốc của nước Tần bởi những người ủng hộ triều nhà Thương và phản đối cuộc chinh phạt của nhà Chu.

## Bảng cửu chương thập phân

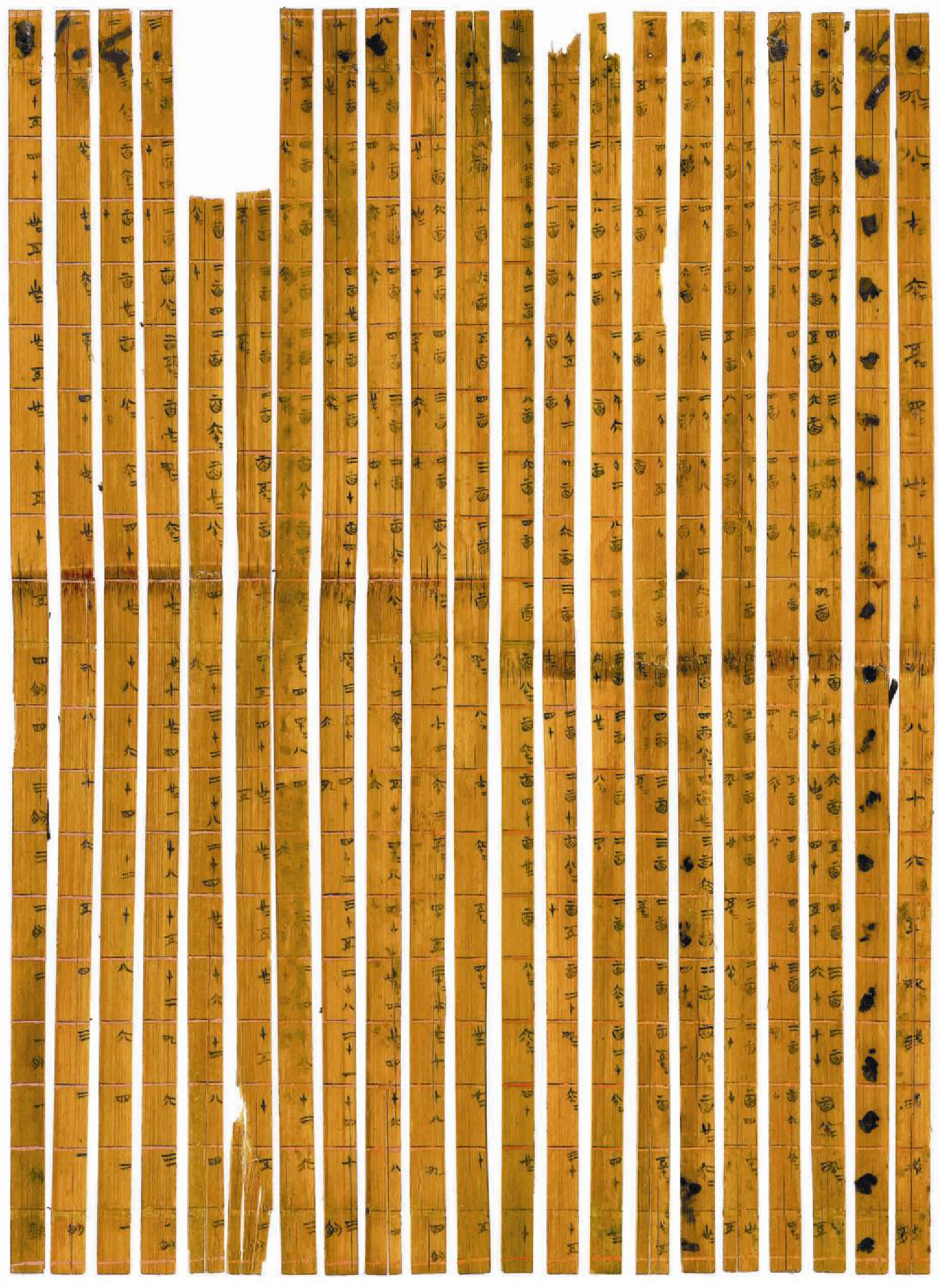
Một trong những bản ghi chép đầu tiên trên thế giới về bảng cửu chương thập phân

Hai mươi mốt thẻ tre của bộ thẻ, khi được lắp ráp theo đúng thứ tự, biểu thị một bảng cửu chương thập phân có thể được sử dụng để nhân các số (cả số nguyên và số thập phân) lên đến 99,5. Joseph Dauben từ Đại học Thành phố New York gọi đó là "Tác phẩm sớm nhất của bảng cửu chương thập phân trên thế giới".  Theo Guo Shuchun, giám đốc Hiệp hội Lịch sử Toán học Trung Quốc, những tấm thẻ tre đó đã lấp đầy một khoảng trống lịch sử cho các tài liệu toán học trước thời nhà Tần. Người ta cho rằng các quan chức đã sử dụng bảng nhân để tính diện tích đất đai, sản lượng cây trồng và số tiền thuế nợ.

Sơ đồ của bảng cửu chương thập phân thời Chiến Quốc